# Axiodes insciata
Axiodes insciata är en fjärilsart som beskrevs av Felder 1874. Axiodes insciata ingår i släktet Axiodes och familjen mätare. Inga underarter finns listade i Catalogue of Life.